# نایت‌شید (شخصیت بازی)
زوی نایت شِید (به انگلیسی: Zoe Nightshade) یکی از شخصیت‌های معروف مثبت زن بازی « مامور زیر آتش» و «نایت‌فایر» است، که توسط شرکت الکترونیک آرتز در سال ۲۰۰۱ میلادی برای کنسولهای خانگی پلی استیشن ۲، ایکس باکس و گیم کیوب ساخته شد.

## نقش شخصیت در بازی
شخصیت نایت شِید، ابتدا در بازی « مامور زیر آتش» در سال ۲۰۰۱ بعنوان یکی از شخصیت‌های اصلی و یاران جیمز باند ظاهر گردید. سپس در سال ۲۰۰۳ در یکیی دیگر از عناوین جیمز باند بنام نایت‌فایر و تنها بعنوان مهمان در بخشی از داستان بازی به کمک جیمز باند آمد.

«نایت شِید» یک مأمور مخفی سازمان جاسوس آمریکا (CIA) است که مهارتهای بالایی در استفاده از اسلحه‌های گرم و همچنین رانندگی دارد. او که سالها در منطقه آسیا فعالیت نموده اکنون تبدیل به یک مأمور عالیرتبه گردیده. در بازی « مامور زیر آتش» او بعنوان یاز اصلی همراه با جیمز باند در طول داستان بازی ظاهر می‌گردد. اما در بازی نایت فایر او فقط در بخش کوچکی از داستان بعنوان یکی از مهمانان قلعه «رافائل دریک» ایفای نقش می‌نماید.

## فرجام
«نایت شِید» در طی یک مأموریت در هنگ کنگ توسط نایگل بلاچ که یکی از زیر مجموعه‌های صنایع مالپرِیو (Malprave) است ربوده می‌شود. سپس به کارخانه آیدِنتیکان (Identicon) برده شده و وقتی از همکاری با نایگل بلاچ سر باز می‌زند، او را به یک زیردریایی می‌بندند تا هنگام فرورفتن، «نایت شِید» کشته شود. در بازی « مامور زیر آتش» جیمز باند او را نجات داده و در ادامه موفق به دست آوردن نمونه داروهای مخفی صنایع مالپرِیو (Malprave) می‌شوند. سپس جیمز باند و نایت شید پس از گریز از تقیب مأموران آیدِنتیکان (Identicon) با شخصی بنام «آر» (R) برای گرفتن اسلحه‌ها و ماشین جدید ملاقات می‌کنند، اما در این هنگام شخصی بنام «کارلا شغال» (Carla the Jackal) که یک آدم‌کش حرفه‌ای است توسط یک راکت «زوی نایت شید» را کشته و داروها رو پس گرفته تا به کارخانه بازگرداند (که البته جیمز باند او را تعقیب کرده و موفق با بازپس‌گیری داروها می‌شود)
در این بازی در ادامه داستان جیمز باند در زیردریایی «زوی نایت شید» را زنده می‌بیند! اما «نایت شید» برایش توضیح می‌دهد که نایگل بلاچ او را ربوده و شخص دیگری را که بسیار شبیه او بوده، جایگزینش نموده تا بدینوسیله باعث کشته شدن جیمز باند شود. (در آن حادثه قرار بود «کارلا شغال» جیمز باند را بکشد که تصادفاً باعث مرگ «شید نایت» قلابی گردید). در انتهای این بازی «زوی نایت شید» در حالی که یک جت را هدایت می‌کند، جیمز باند را نجات داده و جیمز با کمک او موفق به کشتن «نایگل بلاچ» و «مالپرِیو» می‌گردد.

یک سال بعد در سال ۲۰۰۲ میلادی، «نایت شید» مجدداً در بازی «نایت‌فایر» در یک نقش فرعی بعنوان یکی از مهمانان قلعه «رافائل دریک» ایفای نقش می‌کند و مجدداً در این بازی توسط جیمز باند نجات داده می‌شود.